# Thomas Göddertz

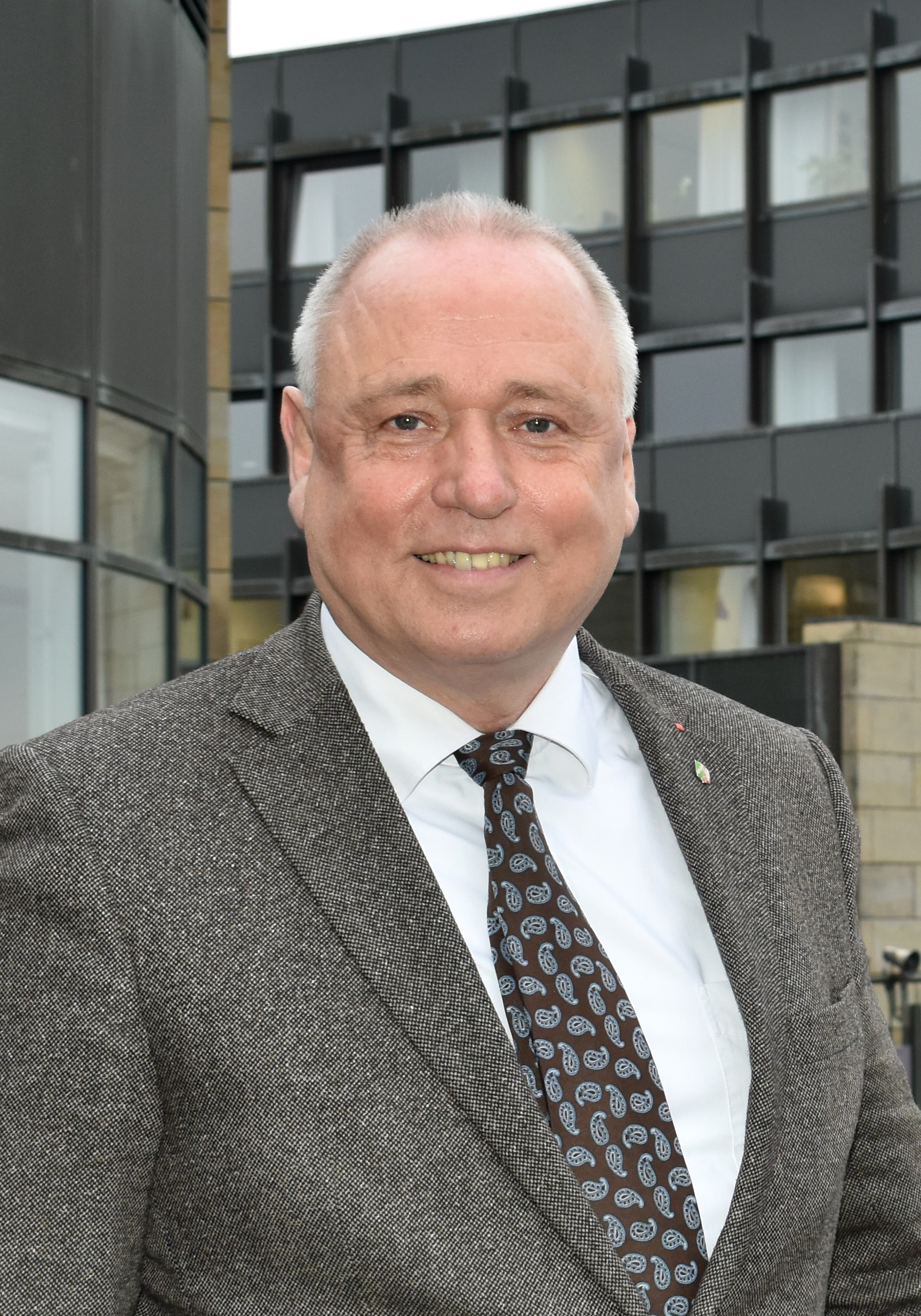
Thomas Göddertz (2021)

Thomas Göddertz (* 26. November 1960 in Bottrop) ist ein deutscher Politiker (SPD). Er ist seit 2017 Abgeordneter im Landtag Nordrhein-Westfalen.

## Leben
Thomas Göddertz wuchs in Bottrop auf. Sein Vater, gelernter Kaufmann, arbeitete als Bergmann, seine Mutter war nicht berufstätig.
Nach dem Realschulabschluss absolvierte er zunächst eine Ausbildung zum Industriekaufmann bei der Bergbau AG Niederrhein/RAG. Auf der Zeche Lohberg arbeitete er daraufhin ein Jahr lang in der Personalabteilung. 1983 erwarb er an der Fachoberschule für Wirtschaft in Bottrop die Fachhochschulreife. Im selben Jahr nahm er ein Studium der Wirtschaftswissenschaften mit der Studienrichtung Betriebswirtschaftslehre an der Universität Essen auf. Dieses schloss er im Juni 1992 mit dem Diplom ab.
Ab 1992 und bis zu seiner Wahl in den Landtag Nordrhein-Westfalen im Jahr 2017 war Thomas Göddertz in der Zentrale eines großen Essener Einzelhandelskonzerns tätig, zunächst in der Abteilung Organisation, dann im Bereich Beschaffungslogistik.
Thomas Göddertz ist Vorstandsmitglied des Ortsverbandes Bottrop des Deutschen Kinderschutzbundes, Vorsitzender des Freundeskreises zur Förderung der Städtepartnerschaften der Stadt Bottrop sowie Mitglied der AWO, der IGBCE, des Vereins Marketing für Bottrop und des Vereins AmBOTioniert.

## Politik
Thomas Göddertz trat 1976 in die SPD ein und bekleidete auf lokaler Ebene verschiedene Parteiämter. Seit 1994 ist er Mitglied im Vorstand des SPD-Ortsvereins Bottrop-Stadtwald. Im Jahr 2001 übernahm er den Ortsvereinsvorsitz. Seit 2004 ist er Mitglied im Vorstand der SPD Bottrop, seit 2009 stellvertretender Vorsitzender der SPD Bottrop.
Im Jahr 2004 wurde Thomas Göddertz erstmals in den Rat der Stadt Bottrop gewählt. Im Rahmen seiner Ratstätigkeit ist er stellvertretender Vorsitzender im Haupt-, Finanz- und Beschwerdeausschuss, Mitglied im Ausschuss für Stadtplanung und Umweltschutz und Mitglied im Wirtschaftsförderungs- und Grundstücksausschuss. Von 2012 bis 2023 war er Vorsitzender der SPD-Ratsfraktion.
Bei der Landtagswahl in Nordrhein-Westfalen 2017 wurde Thomas Göddertz im Wahlkreis Bottrop als Direktkandidat in den Landtag gewählt. Den Wahlkreis gewann er mit 40,7 Prozent der Erststimmen. In der 17. Legislaturperiode war er im Landtag ordentliches Mitglied im Ausschuss für Heimat, Kommunales, Bauen und Wohnen, im Haushalts- und Finanzausschuss, im Innenausschuss und im Unterausschuss Bergbausicherheit. Bei der Landtagswahl 2022 wurde er als Direktkandidat im Wahlkreis Bottrop – Recklinghausen VI gewählt; er gewann das Direktmandat mit 41,6 Prozent der Erststimmen. Thomas Göddertz ist weiterhin Mitglied im Haushalts- und Finanzausschuss, stellvertretender Vorsitzender im Ausschuss für Heimat und Kommunales sowie Vorsitzender des Unterausschusses Landesbetriebe und Sondervermögen.